# كريس بيلي (مؤلف)
كريس بيلي (من مواليد 1989)  كاتب كندي ومستشار إنتاجي ، ومؤلف كتب مشروع الانتاجية (2016) , التركيز الفائق (2018) و كيف تهدئ عقلك (2022).

## الحياة الشخصية والتعليم
ولد بيلي في ريد دير، ألبرتا ، ونشأ في بيلفيل، أونتاريو ، كندا.  أصبح مهتمًا بالإنتاجية لأول مرة في المدرسة الثانوية، بعد قراءة كتاب ديفيد ألين لعام 2001 بعنوان إنجاز الأمور .  انتقل إلى أوتاوا ، أونتاريو ، للالتحاق بجامعة كارلتون ، وتخرج من كلية سبروت للأعمال في  2013  ويعيش بيلي في كينغستون، أونتاريو ، مع زوجته أردين نوردستروم. 

## الحياة المهنية

### مشروع الإنتاجية
حصل كريس بيلي على إجازة مدتها عام بعد التخرج من الجامعة، للبحث وإجراء تجارب في الإنتاجية على نفسه، ووثق تجاربه في مدونته، (عام من الإنتاجية) (التي أعيدت تسميتها لاحقًا بحياة الإنتاجية ).  بدأ المشروع الذي استمر لمدة عام في مايو 2013، حيث اختبر نظريات الإنتاجية الجديدة والقديمة من خلال التجارب بما في ذلك العيش في عزلة لمدة 10 أيام؛ الحد من استخدام هاتفه الذكي لمدة ساعة يوميًا لمدة 3 أشهر؛ الاستيقاظ في الساعة 5:30 صباحًا كل صباح؛ وتجربة أسابيع عمل متفاوتة الطول، تتراوح بين 20 ساعة و90 ساعة، للعثور على الطول الأمثل لأسبوع العمل . وقام بشاهدة 296 محادثة TED (حوالي 70 ساعة) في 7 أيام، ثم قام بتجميع قوائم في مدونته تضم 100 شيء تعلمه، والخصائص السبعة لمتحدثي TED الفعالين للغاية، و10 محادثات TED يمكن للمرء مشاهدتها ليكون أكثر إنتاجية.     
تم تجميع الرؤى والاستراتيجيات المستفادة من هذه التجارب، وكذلك من المقابلات مع خبراء آخرين في هذا المجال، في كتابه لعام 2016 مشروع الإنتاجية ،   وهو كتاب كندي غير روائي من أكثر الكتب مبيعًا  والكتاب الصوتي الواقعي الأكثر مبيعًا قم بالحجز على موقع Audible.com للأسبوع المنتهي في 15 يوليو 2016.  صنفت صحيفة ذا جلوب آند ميل كتاب الإنتاجية كواحد من أفضل 10 كتب في الإدارة والأعمال لعام 2016،  كما صنفته مجلة فورتشن كواحد من أفضل ثلاثة كتب أعمال لهذا العام.  كانت ترجمة لغة الماندرين الصينية من أكثر الكتب مبيعًا في مجال تمويل الأعمال في تايوان . 
تتضمن المبادئ الرئيسية للكتاب تعلم كيفية إدارة وقت الفرد وطاقته وانتباهه.   من بين أساليب الإنتاجية الأخرى، يناقش بيلي فوائد العثور على وقت الذروة البيولوجي (الوقت الفريد من اليوم الذي يتمتع فيه الشخص بأعلى مستوى من الطاقة) وتخصيص هذا الوقت لأداء المهام المهمة،   من خلال إنشاء تقتصر قائمة المهام اليومية على أهم ثلاثة أشياء يجب إنجازها في ذلك اليوم.   بالإضافة إلى قائمة "المهام"، يوصي بيلي بالاحتفاظ بقائمة "تم إنجازها" تتضمن أكبر إنجازات الشخص، وإضافتها إليها كل أسبوع ومراجعتها كل يوم أحد للحصول على الإلهام للأسبوع المقبل.  وينصح أيضًا بالجلوس بمفردك في غرفة لمدة 15 دقيقة، مما يسمح للعقل بالتجول، وتدوين الملاحظات بالقلم والورقة، وهو مفهوم مقتبس من عالم الأعصاب الإدراكي دانييل ليفيتين . 
وينصح بيلي أيضًا أنه لكي يكون الشخص أكثر كفاءة أثناء مشاهدة التلفزيون، فإنه يمكن في نفس الوقت أداء الأعمال اليومية في جميع أنحاء المنزل، مثل غسل الملابس، أو ممارسة التمارين الرياضية، أو غسل الأطباق.  ويقترح تأخير تناول القهوة حتى قبل الشروع في عمل مهم من أجل الاستفادة الكاملة من زيادة الطاقة الناتجة، بدلاً من شرب القهوة تلقائيًا في نفس الوقت كل يوم.  وذكر أنه في مكان العمل، يجب على أصحاب العمل التركيز على إنجازات الموظفين بدلاً من التركيز على مدة بقائهم في العمل، وذلك للتأكيد على الجودة بدلاً من الكمية.  وفيما يتعلق برسائل البريد الإلكتروني الخاصة بالعمل، ينصح بيلي بإبقائها مختصرة (ثلاث جمل أو أقل) ، وإرسالها في وقت مبكر من يوم العمل، وانتظار الرد للحصول على مزيد من المعرفة ومنح نفسك الوقت لصياغة رسالة موجزة وفعالة. 
في TEDxLiverpool عام 2016، ألقى محاضرة بعنوان "طريقة أكثر إنسانية للإنتاجية"، وشجع الناس على تحديد ثلاثة نوايا كل يوم، والتركيز على تحقيق تلك الأهداف. 

### التركيز الفائق
كتاب بيلي الثاني، التركيز الفائق Hyperfocus ، نشر في 28 أغسطس 2018  وفي هذا الكتاب، أجرى تجربة بحثية لمدة عام لتحديد كيف يمكن للناس أن يكونوا منتجين قدر الإمكان كل يوم، في عالم مليء بالملهيات التكنولوجية المستمرة.  يقدم الكتاب نصائح حول الحفاظ على التركيز والتحكم فيه، وتحديد الأولويات، وتقليل الانقطاعات من أجل زيادة الإنتاجية. وهي مقسمة إلى قسمين: الأول يركز على التركيز الفائق، أو أن تكون منتجًا من خلال تكريس كل انتباهك لإكمال مهمة ما؛ والثانية حول التركيز المبعثر، حيث تسمح لعقلك بالتجول، مما يدعم الإبداع ويمكن أن يساعد في إعادة الشحن.    كتب بيلي أنه يمكنك زيادة التركيز وتحسين مدى الانتباه عن طريق تقليل الوقت الذي تقضيه في الوصول إلى الإنترنت، والسماح لانتباهك بالتجول، والتركيز على بناء مدى انتباه عالي الجودة.  ويوصي بطرق مثل إبقاء رسائل البريد الإلكتروني مختصرة (خمس جمل أو أقل؛ وإذا كان الرد يتطلب المزيد، فإنه يجري مكالمة هاتفية)، والرد على رسائل البريد الإلكتروني على دفعات، وإيقاف تشغيل إشعارات البريد الإلكتروني.  ويوصي بالتأمل يوميًا لزيادة الإنتاجية وتحديد النوايا يوميًا وأسبوعيًا وسنويًا. 

## مؤلفاته

### الكتب
- مشروع الإنتاجية: إنجاز المزيد من خلال إدارة وقتك وانتباهك وطاقتك ( كراون بيزنس / بينجوين راندوم هاوس ، 5 يناير 2016،(ردمك 978-1101904053) )
- التركيز الفائق: كيف تكون أكثر إنتاجية في عالم من التشتيت ( فايكنج برس ، 28 أغسطس 2018،(ردمك 978-0525522232) )
- كيف تهدئ عقلك : العثور على الحضور والإنتاجية في الأوقات العصيبة ( بنجوين لايف ، 27 ديسمبر 2022،(ردمك 978-0593298510) )

### المقالات
- "10 دروس تعلمتها من عام من تجارب الإنتاجية" - Lifehacker ، 3 يونيو 2014
- "النجاح المتكاسل: لماذا العمل 20 ساعة في الأسبوع أكثر فعالية من 90 ساعة" - ناشيونال بوست ، 31 كانون الأول (ديسمبر) 2015
- "كيف أدى تتبع هذين الأمرين إلى تغيير إنتاجيتي تمامًا" - شركة فاست ، 6 يناير، 2016
- "5 استراتيجيات قائمة على الأبحاث للتغلب على المماطلة" - هارفارد بزنس ريفيو ، 4 أكتوبر 2017
- "مشتت؟ اعمل بجد اكثر!" – نيويورك تايمز ، 25 أغسطس 2018
- "4 استراتيجيات للتغلب على الإلهاء" - هارفارد بزنس ريفيو ، 30 أغسطس 2018
- "إدارة الوقت ليست هي المشكلة - بل هي المشكلة في مدى اهتمامنا" - ذا جلوب آند ميل ، 2 نوفمبر 2018